# Море Змії
Море Змії (лат. Mare Anguis) — маленьке море на Місяці, в східній частині видимого боку, біля північно-східного краю Моря Криз. Його назву запропонував німецький астроном Юліус Генріх Франц, а 1935 року затвердив Міжнародний астрономічний союз.
Море Змії має витягнуту форму з численними відгалуженнями. Воно тягнеться паралельно берегу Моря Криз від його північного краю майже до східного; його повна довжина — близько 370 км. Але його північно-західна половина вкрита яскравими викидами молодих кратерів і майже не вирізняється кольором з-поміж околиць. Темна частина моря має довжину близько 150 км; координати її центра — 22°24′ пн. ш. 67°36′ сх. д. / 22.4° пн. ш. 67.6° сх. д.
Найбільший кратер Моря Змії — 45-кілометровий Еймарт, що лежить на межі його світлої та темної частини. На північному березі світлої половини моря лежить 32-кілометровий кратер Дельмот. Північно-західним кінцем воно межує зі 130-кілометровим кратером Клеомед. Окрім того, морем та його берегами розкидані невеликі сателітні кратери Еймарта. Один із них — 7-кілометровий Еймарт A — дуже молодий і, відповідно, яскравий. На південному кінці Моря Змії є канал шириною близько 7 км, що сполучає його з Морем Криз.
Висота поверхні Моря Змії плавно зменшується з північного заходу на південний схід. Воно лежить на 2,0–2,5 км нижче за місячний рівень відліку висот і на 0,8–1,3 км вище рівня сусідніх ділянок Моря Криз.
Море Змії лежить у зовнішній частині басейну Моря Криз. Він з'явився в нектарському періоді, а лава, що вкриває ці моря, виверглася в пізньоімбрійській епосі.

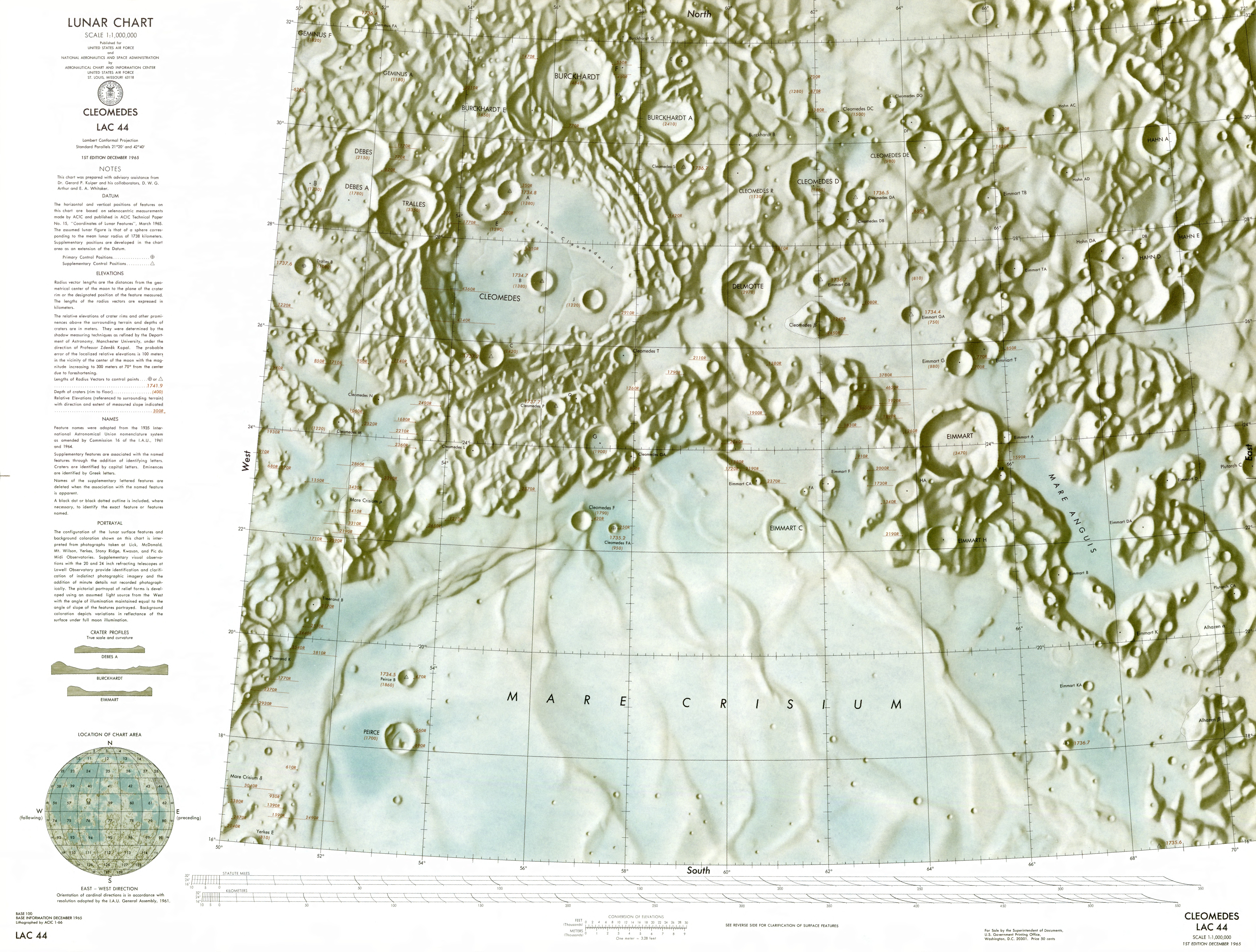
Карта регіону (1965)
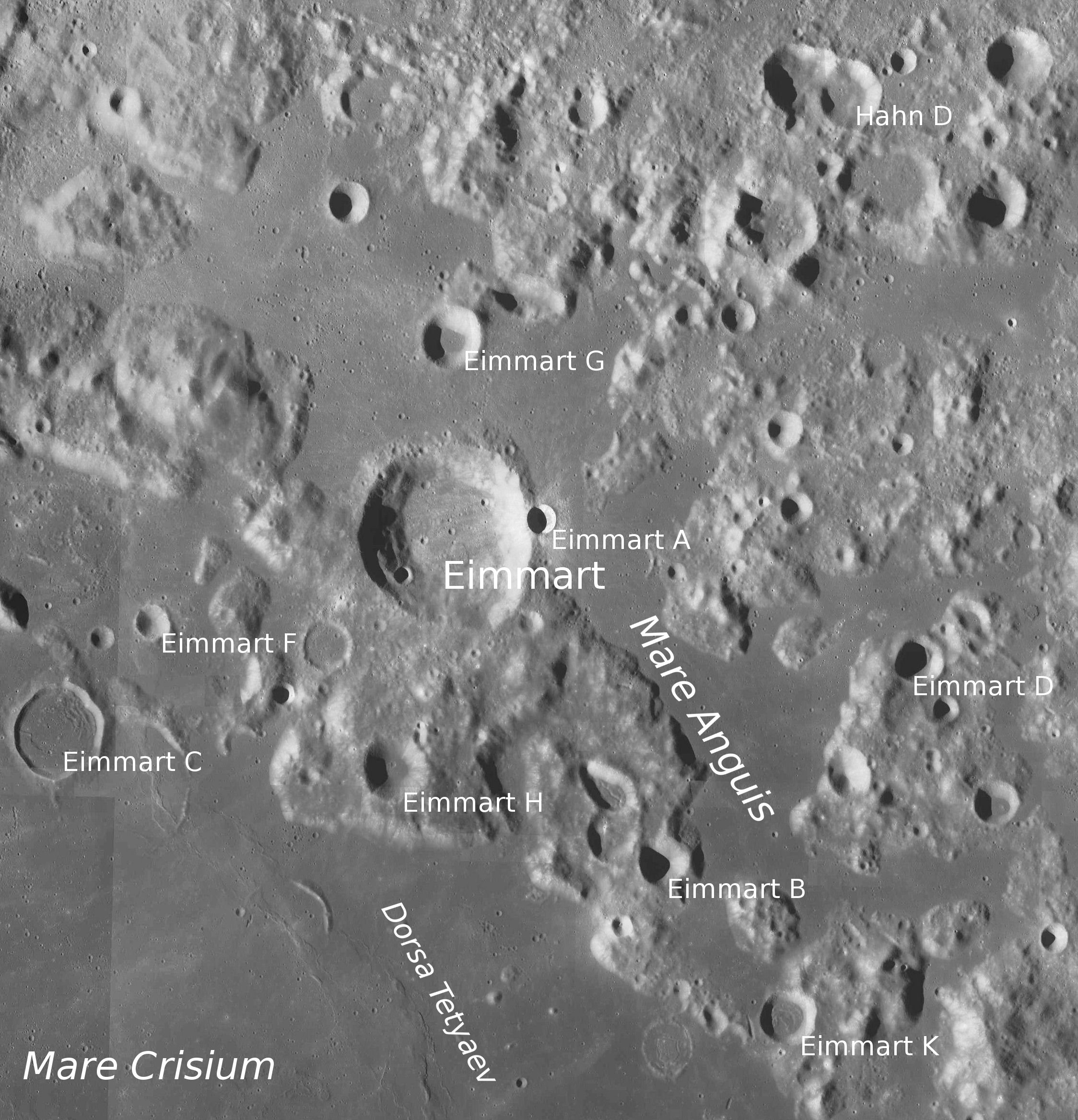
Карта найближчих околиць